# Ulica Chłodna w Suwałkach
Ulica Chłodna – miejski deptak w Suwałkach w Śródmieściu, główny węzeł komunikacyjny miasta.
Na latarni w pobliżu ul. Kościuszki znajduje się figura krasnala Podziomka (bohatera baśni  O krasnoludkach i o sierotce Marysi), będąca częścią Szlaku turystycznego im. Marii Konopnickiej „Krasnoludki są na świecie”.

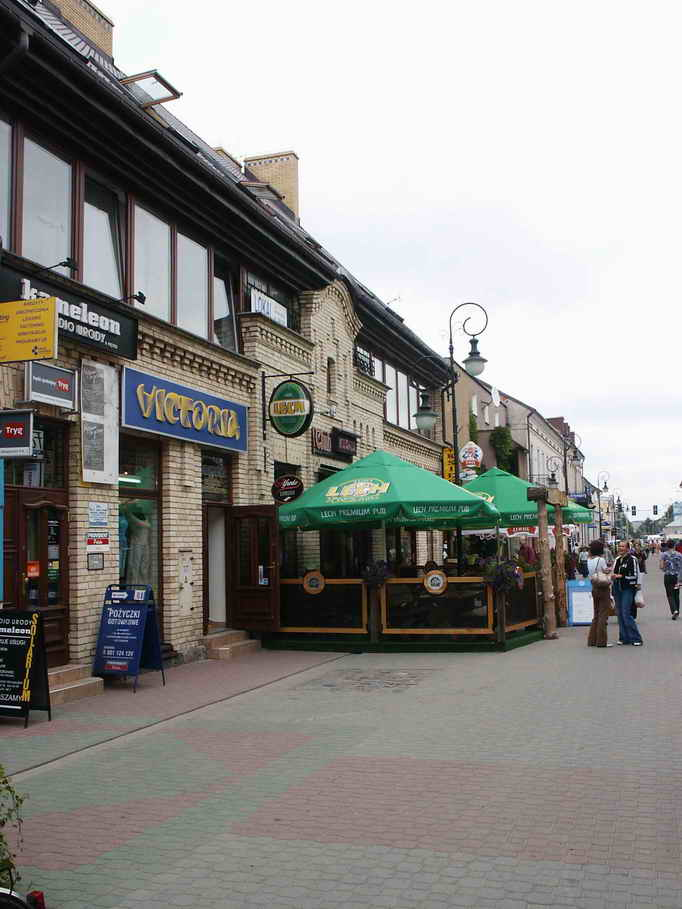
Panorama ulicy
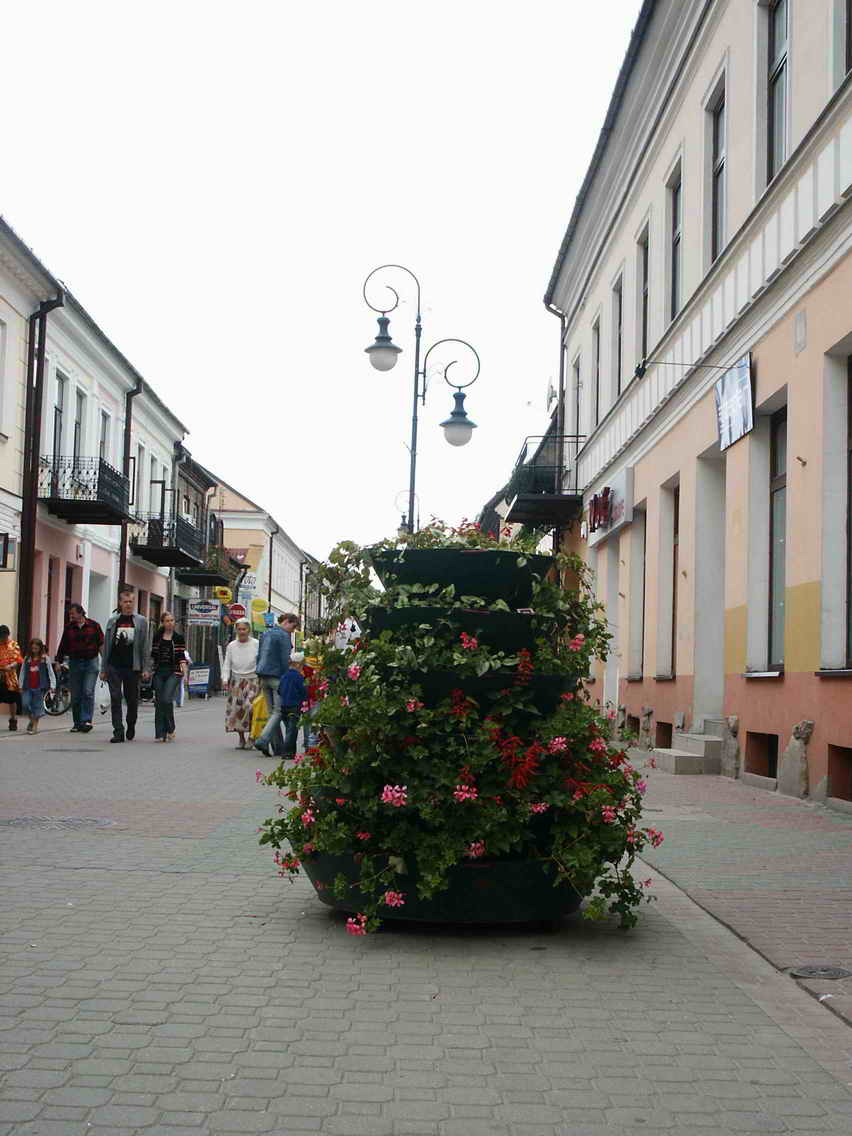
Panorama ulicy
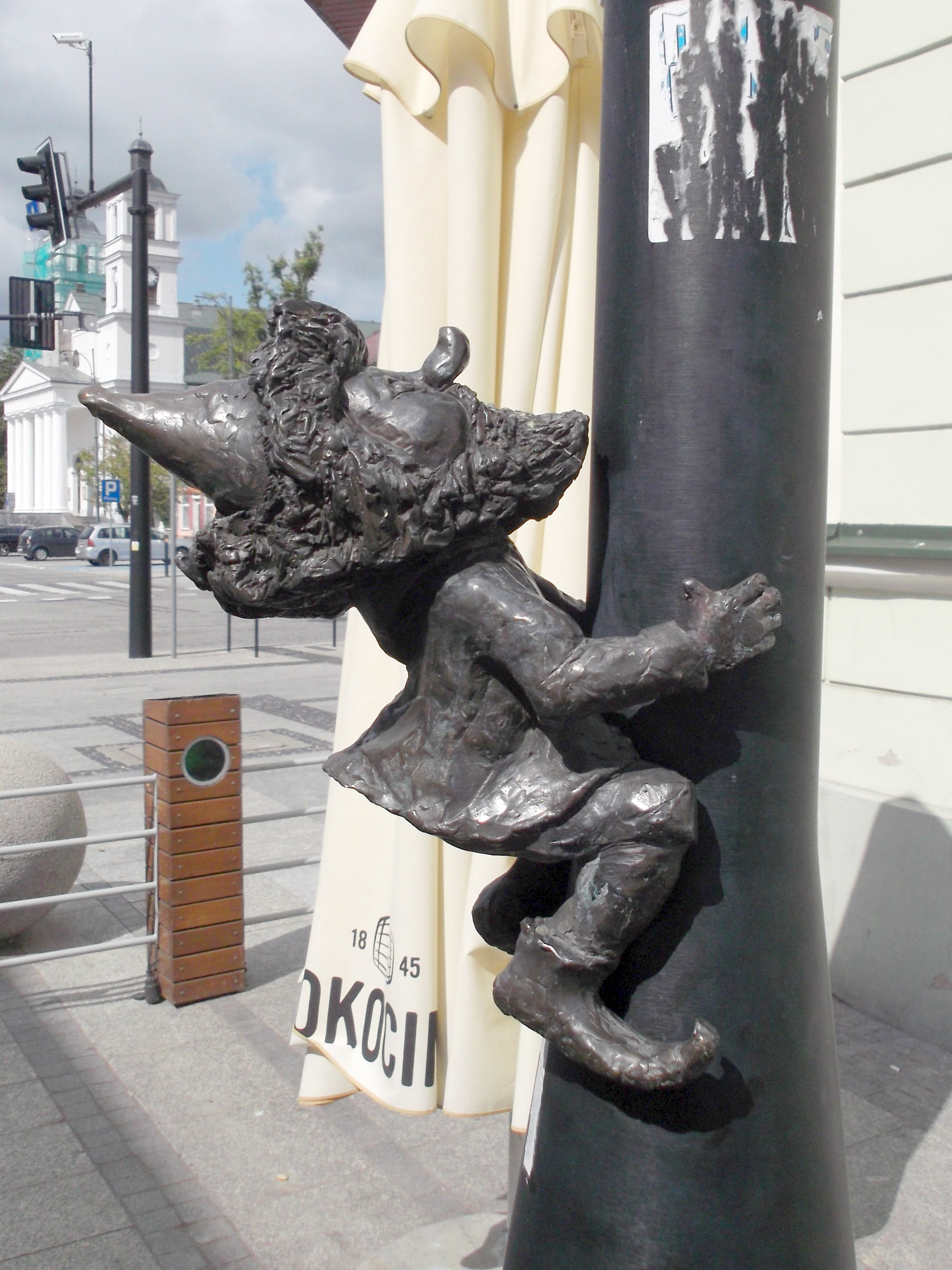
Figurka Podziomka